# Rajd Stuttgart-Lyon-Charbonnières 1975
Rajd Stuttgart-Lyon-Charbonnières 1975 (27. Rallye Stuttgart-Lyon-Charbonnières) – 27. edycja rajdu samochodowego Lyon-Charbonnières rozgrywanego we Francji. Rozgrywany był od 6 do 7 marca 1975 roku. Była to szósta runda Rajdowych Mistrzostw Europy w roku 1975 (rajd miał najwyższy współczynnik - 4).

## Klasyfikacja rajdu
| Miejsce                      | Kierowca                     | Pilot                        | Samochód                     | Czas                         | Strata                       |                              |
| Klasyfikacja generalna i ERC | Klasyfikacja generalna i ERC | Klasyfikacja generalna i ERC | Klasyfikacja generalna i ERC | Klasyfikacja generalna i ERC | Klasyfikacja generalna i ERC | Klasyfikacja generalna i ERC |
| ---------------------------- | ---------------------------- | ---------------------------- | ---------------------------- | ---------------------------- | ---------------------------- | ---------------------------- |
| 1.                           | Maurizio Verini              | Francesco Rossetti           | Fiat 124 Abarth Rallye       | 3:05:16                      | 0.0                          |                              |
| 2.                           | Fulvio Bacchelli             | Bruno Scabini                | Fiat 124 Abarth Rallye       | 3:06:19                      | +1:03                        |                              |
| 3.                           | Amilcare Ballestrieri        | Enrico Gigli                 | Alfa Romeo Alfetta GT        | 3:12:11                      | +6:55                        |                              |
| 4.                           | Jean-Louis Clarr             | Jean-François Fauchille      | Opel Ascona 1.9 SR           | 3:14:47                      | +9:31                        |                              |
| 5.                           | Bernard Béguin               | Jacques Andrevon             | Alfa Romeo 2000 GTV          | 3:16:22                      | +11:06                       |                              |
| 6.                           | Guy Fréquelin                | William Aidan                | Alfa Romeo 2000 GTV          | 3:18:03                      | +12:47                       |                              |
| 7.                           | Pierre Maublanc              | Daniel Dreyfus               | BMW 2002 Turbo               | 3:19:08                      | +13:52                       |                              |
| 8.                           | Alexandre Talenti            | Claude Carret                | BMW 2002 Tii                 | 3:21:27                      | +16:11                       |                              |
| 9.                           | Andrzej Jaroszewicz          | Janusz Wojtyna               | Fiat 124 Abarth Rallye       | 3:24:16                      | +19:00                       |                              |
| 10.                          | Jean-Pierre Rouget           | Christian Delferier          | Porsche 911 Carrera          | 3:26:01                      | +20:45                       |                              |